# Günther Koenig (Diplomat)
Günther Koenig (* 31. Mai 1940; † 6. September 2022 in Bonn) war ein deutscher Diplomat. Er war Botschafter der Bundesrepublik Deutschland in Gabun und leitete als solcher die Botschaft Libreville.

## Leben
Koenig wurde am 31. Mai 1940 geboren. Er studierte Rechtswissenschaft, legte beide juristische Staatsprüfungen ab und promovierte zum Doktor der Rechte (Dr. jur.).
Nach erfolgreicher Teilnahme am Auswahlverfahren des Auswärtigen Amts absolvierte er in den Jahren 1971 bis 1973 den Vorbereitungsdienst für den höheren Auswärtigen Dienst in Bonn. 1973 legte er die Laufbahnprüfung ab. Im Anschluss war er zunächst dem Planungsstab des Auswärtigen Amts zugeteilt.
Seine erste Auslandsverwendung führte ihn als ständigen Vertreter des Leiters an das Generalkonsulat Chennai, als die Stadt noch Madras hieß. Zurück in der Zentrale des Auswärtigen Amts war er im Referat für Süd- und Südostasien eingesetzt.
Im Jahr 1982 wurde er zum Botschafter in Gabun ernannt und mit der Leitung der Botschaft Libreville beauftragt. 1985 wechselte er als Wirtschaftsreferent an die Botschaft Bern in der Schweiz.
Zurück in der Zentrale des Auswärtigen Amts übernahm er im Jahr 1988 die stellvertretende Referatsleitung für Öffentlichkeitsarbeit. Es folgten ab 1994 sechs Jahre in Paris als deutscher Leiter des damaligen Sekretariats des Deutsch-Französischen Verteidigungs- und Sicherheitsrats. Im Anschluss übernahm er im Jahr 2000 die Leitung des Deutschen Informationszentrums (German Information Center; GIC) in New York.
Auf seinem letzten Posten war Koenig als Gesandter Stellvertreter des Leiters der Botschaft Den Haag in den Niederlanden, bevor er im Jahr 2005 in den Ruhestand trat.
Von 2010 bis 2016 war er Präsident der Deutsch-Indischen Gesellschaft Bonn-Köln.
Koenig war mit der früheren Diplomatin Ute Minke-Koenig verheiratet.